# Aleksandra Jabłonka
Aleksandra Jabłonka [alɛˈksandra jabˈwɔnka] (* 2. April 1988 in Kętrzyn, Polen; bekannt als Alexandra) ist eine polnische Popsängerin.

## Leben
2009 trat Alexandra während des „Landesfestivals des Polnischen Liedes in Opole“ beim Konzert „Debiuty“ auf. 2010 nahm sie zwei Lieder mit dem DJ-Duo Kalwi & Remi auf, "Kiss" und "Girls", die auf dem Album Kiss Me Girl (2011) erschienen. Kurz darauf hat sie in der Sendung "Jaka to melodia?" angefangen zu arbeiten, in der bis heute die größten nationalen und internationalen Hits gespielt werden. Durch diese Auftritte wurde Adam Konkol, Gitarrist der Band Łzy, auf Aleksandra aufmerksam, der ihr vorgeschlagen hat, bei der Veröffentlichung ihres ersten Studioalbums zu helfen. Premiere hatte ihr erstes Studioalbum Popłyniemy daleko am 7. Februar 2012. In den polnischen Albumcharts erreichte die Platte Position 15. Die gleichnamige Singleauskopplung erschien am 25. Oktober 2011. Innerhalb von 4 Monaten wurde das Lied auf YouTube über 5 Millionen Mal angeklickt. Die zweite Singleauskopplung aus dem Album Mówisz mi, że przepraszasz erschien am 27. Februar 2012. Am 15. April 2013 wechselte sie zum Plattenlabel Universal Music Polska, bei welchem sie seither unter ihrem bürgerlichen Namen auftritt. Am 26. Juni 2013 erschien ihre erste Single „SMS“ als Aleksandra Jabłonka.

## Diskografie

### Alben
| Jahr | Titel             | Höchstplatzierung, Gesamtwochen, AuszeichnungChartsChartplatzierungen (Jahr, Titel, Platzierungen, Wochen, Auszeichnungen, Anmerkungen) | Anmerkungen                                              |
| Jahr | Titel             | PL | Anmerkungen                                              |
| ---- | ----------------- | --- | -------------------------------------------------------- |
| 2012 | Popłyniemy daleko | PL15 Gold · (10 Wo.)PL | Erstveröffentlichung: 7. Februar 2012 Verkäufe: + 15.000 |

### Singles
- 2011: Popłyniemy daleko
- 2012: Mówisz mi, że przepraszasz
- 2012: Nie będę Twoja
- 2013: SMS
- 2014: Zasady